# Puerto Caldas (Risaralda)
Puerto Caldas ist eine Gemeinde (spanisch corregimiento) im Departement Risaralda (Kolumbien) und gehört mit zum Verwaltungsbereich von Pereira. Sie liegt am Ufer des Río La Vieja gegenüber von Cartago (Valle de Cauca).
Puerto Caldas liegt in einer Region mit hoher Kriminalitätsrate und ist eines der Bevölkerungszentren mit möglicherweise der größten Aufnahme von Vertriebenen in der zentralen westlichen Metropolregion.

## Geografie
Puerto Caldas besteht aus acht Barrios: El Porvenir, San Isidro, El Cofre, El Cofrecito, Puente Blanco, Cafetalito, La Marina.

## Geschichte
Das alte Puerto Caldas lag etwa 3 Kilometer nördlich der Mündung des Río La Vieja in den Río Cauca. Es war der Startpunkt für den Bau der Ferrocarril de Caldas. Ab August 1915 wurde mit den Arbeiten begonnen. Die ersten 10 Kilometer gingen 1917 in Betrieb. Der Endpunkt lag in La Marina, heute ein Barrio von Puerto Caldas. Da am Standort die Umladung von der Bahn auf das Schiff stattfand, entstanden zahlreiche Lagerhallen, ein Hotel, Viehverladungen und die Werkstatt der Ferrocarril de Caldas. Mit der Fertigstellung der Bahn bis Pereira wurde dort eine neue Werkstatt errichtet. Mit der Fertigstellung der Ferrocarril de Pacifico 1923 bis Cartago wurden die Anlagen und Gebäude überflüssig. Heute erinnern nur einige übergebliebene Fundamente an den ehemaligen Umschlagplatz.
Auch das Bahnhofsgebäude von La Marina existiert heute nicht mehr. Die ehemalige Bahntrasse ist heute eine Straße.

## Wirtschaft
Im Prinzip ist Puerto Caldas ein Vorort von Cartago, auch, weil viele Einwohner in Cartago arbeiten. Daneben haben die jungen Barrios San Isidro und El Cofre kein fließendes Wasser und sind wegen der großen Armut durch einfache Hütten geprägt. Die Gemeinde hatte 2005 knapp 7000 Einwohner und hat ihre Einwohnerzahl- geschätzt -  verdoppelt.
In Puerto Caldas liegt ein großes Werk für Papierproduktion. Östlich des Ortes liegt eine Ziegelei.
Puerto Caldas liegt an der Nationalstraße 25 von Cartago nach Pereira. Die Gemeinde ist über die Simon-Bolivar-Brücke über den Rio La Vieja direkt mit Cartago verbunden.
Die Bahnstrecke der Ferrocarril de Pacifico führt durch Puerto Caldas. Allerdings sind von der Brücke über den Río La Vieja bis nördlich La Marina die Gleise abgebaut. Entlang der Bahnstrecke der Ferrocarril de Pazifico in Richtung Norden sind über mehrerer Kilometer Hütten von neuen Einwohnern entstanden. Die geplante Reaktivierung der Bahn unterblieb auch deshalb.